# Victor Jivopistsev
 (juin 2021).
Le contenu est difficilement compréhensible vu les erreurs de traduction, qui sont peut-être dues à l'utilisation d'un logiciel de traduction automatique.
Victor Petrovitch Jivopistsev né le  22 septembre 1915 et mort le 22 octobre 2006 à Perm, est un chimiste soviétique, docteur en science chimique, professeur, chef du département de chimie analytique  de 1967 à 1989, recteur de l'Université d'État de Perm de 1970 à 1987, il est entré dans l'histoire de l'université en tant que « recteur bâtisseur ».

## Biographie
Diplômé de la faculté de chimie à Université d'État de Perm en 1938, il participe à la Grande Guerre patriotique, passant de soldat à chef d'un laboratoire de chimie.
De 1967 à 1989, il est chef du département de chimie à l'Université d'État de Perm.
De 1970 a 1987, V.P. Jivopistsev est le recteur de l'Université d'État de Perm et président du conseil des recteurs des universités Perm. Il est également pendant de nombreuses années membre du Conseil scientifique de chimie analytique Académie des sciences de Russie, en 1971 il est délégué au XXIVe Congrès du Parti communiste.

## Études scientifiques
L'École de chimie analytique de Perm, dirigée par V.P. Jivopistsev, est devenue largement connue en Russie.
Victor Jivopistsev a publié plus de 300 articles scientifiques et a reçu 56 certificats de droit d'auteur pour des inventions.
Avec l'initiative du recteur V.P. Jivopistsev, le Musée de l'histoire de l'Université de Perm a été créé.
Dans l'histoire de l'Université d'État de Perm V.P. Jivopistsev est connu comme le « recteur bâtisseur ». Au cours des 17 années de son mandat de recteur (1970–1987), les domaines d'enseignement, de recherche et de production de l'université ont augmenté deux fois plus. Sous sa direction, un bâtiment de chimie (no 6), une Maison de la Culture étudiante (bâtiment no 7), un bâtiment économique (bâtiment no 12), un bâtiment sportif à deux salles (no 10), quatre dortoirs étudiants (nos 2, 5, 6, 7) ont été construits, base de ski, salle à manger pour 530 places (aujourd'hui — le bâtiment de la Faculté de droit no 9).

## Souvenir
- Sur la façade du bâtiment chimique Université d'État de Perm, une plaque commémorative a été dévoilée à sa mémoire.